# Antimimistis cuprina
Antimimistis cuprina är en fjärilsart som beskrevs av Louis Beethoven Prout 1958. Antimimistis cuprina ingår i släktet Antimimistis och familjen mätare. Inga underarter finns listade i Catalogue of Life.